# ستاره حلبی (فیلم)
ستاره حلبی (انگلیسی: The Tin Star) فیلمی در ژانر وسترن به کارگردانی آنتونی مان است که در سال ۱۹۵۷ منتشر شد.

## داستان
کلانتر سابق که تبدیل به یک جایزه بگیر شده است، با استفاده از تجربه و اسلحه خود به کلانتر تازه منتصب شده کمک کرده و او را راهنمایی می‌کند.

## بازیگران
- هنری فوندا
- آنتونی پرکینز
- بتسی پالمر
- نویل برند
- جان مک‌اینتایر
- پیتر بالدوین
- لی وان کلیف
- فرانک کدی
- جیمز بل
- راسل سیمپسون
- تیم سالیوان
- هال کی. داسون